# Wright Flyer III
Pour les articles homonymes, voir Wright et Flyer.
Le Wright Flyer III est le troisième avion construit par les frères Wright et est considéré comme le premier avion véritable de l'histoire. Il a été profondément modifié au cours de l'année 1905.

## Historique
Premier vol le 23 juin 1905 au lieu-dit « Huffman prairie », à 12 km de Dayton dans l'Ohio. Les vols sont de courte durée, moins de 20 secondes. Le 14 juillet Orville percute le sol durement. 
Le Flyer III est alors profondément modifié. Les premiers tests en septembre sont concluant : cette nouvelle version est plus stable en vol et plus fiable. Le 8 septembre 1905, Orville réussit à effectuer un parcours en huit (un virage complet à droite puis à gauche). Cet avion est donc totalement contrôlable pendant des périodes assez longues, sans toucher le sol, ce qui en fait le premier avion véritable de l'histoire. Le 5 octobre 1905 le Flyer III vole pendant 38 min 3 s (plus longtemps que la totalité des vols cumulés des versions I et II entre 1903 et 1904). 
Quatre jours plus tard les frères Wright écrivent à William Howard Taft (secrétaire de la défense des États-Unis, futur président des États-Unis entre 1909 à 1913) pour lui proposer de lui vendre les premiers avions militaires du monde avec transport de passagers.
Le 17 septembre 1908, le Wright Flyer III piloté ce jour-là par Orville Wright subit un accident à la suite d'une rupture d'une des hélices. Le lieutenant Thomas Selfridge qui l'accompagnait ce jour-là devint le premier passager tué dans l'histoire de l'aviation.
De nos jours, l'avion restauré est exposé au Dayton Aviation Heritage National Historical Park. Il s'agit du seul aéronef à voilure fixe classé National Historic Landmark.
En 1991, l'American Society of Mechanical Engineers classe l'avion comme International Historic Mechanical Engineering Landmark (en).

## Évolution technique
- Flyer III : le moteur est plus puissant, 25 ch au lieu de 15 à 16 ch pour le Flyer II. Très proche du Flyer II, il ne présente pas de meilleures qualités de vol : le contrôle en tangage reste difficile (l'avion est instable et réagit trop vite) ; il a tendance à glisser latéralement et à piquer du nez en virage.
- Flyer III modifié : pour faciliter le contrôle en tangage, la surface et le bras de levier du plan canard sont augmentés une première fois en août (après le crash du 14 juillet), puis une deuxième fois en septembre 1907 . L'instabilité en tangage reste présente (ondulations), mais cette modification augmente l'amortissement en tangage. Un manche est rajouté pour que le pilote contrôle séparément la direction et le gauchissement des ailes (contrôle en roulis). Des petits plans verticaux ont été ajoutés à l'avant pour limiter le dérapage (la glissade)  en virage[4]